# Liste der Kulturdenkmale in Wendisch-Cunnersdorf
In der Liste der Kulturdenkmale in Wendisch-Cunnersdorf sind die Kulturdenkmale des Ortsteils Wendisch-Cunnersdorf der Großen Kreisstadt Löbau verzeichnet, die bis Januar 2019 vom Landesamt für Denkmalpflege Sachsen erfasst wurden (ohne archäologische Kulturdenkmale). Die Anmerkungen sind zu beachten.

## Liste der Kulturdenkmale in Wendisch-Cunnersdorf
| Bild                                    | Bezeichnung                                                                     | Lage                                                                            | Datierung                                                      | Beschreibung | ID       |
| --------------------------------------- | ------------------------------------------------------------------------------- | ------------------------------------------------------------------------------- | -------------------------------------------------------------- | --- | -------- |
| Direkt Bild zu diesem Denkmal hochladen | Wegestein                                                                       | Alte Cunnersdorfer Straße (Ortsausgang Süd) (Karte)                             | Nach 1875                                                      | Granit, ca. 1, 60 m hoch, verkehrsgeschichtlich von Bedeutung | 08960277 |
| Direkt Bild zu diesem Denkmal hochladen | Wohnhaus                                                                        | Alte Cunnersdorfer Straße 27 (Karte)                                            | Um 1800                                                        | Obergeschoss Fachwerk, baugeschichtlich von Bedeutung | 08960281 |
| Direkt Bild zu diesem Denkmal hochladen | Wohnhaus und Scheunenanbau eines Zweiseithofes                                  | Alte Cunnersdorfer Straße 35 (Karte)                                            | Um 1850                                                        | Wohnhaus mit Fachwerkobergeschoss, baugeschichtlich und wirtschaftsgeschichtlich von Bedeutung                                                                                              | 08960280 |
| Direkt Bild zu diesem Denkmal hochladen | Häusleranwesen                                                                  | Alte Cunnersdorfer Straße 37 (Karte)                                            | 18. Jahrhundert                                                | Wohnteil Obergeschoss Fachwerk und massiver Stall-Scheunenteil, in Alter, Ausführung und Erhaltungsgrad (Fensterläden, Vorderhäuschen usw.) von singulärer und baugeschichtlicher Bedeutung | 08960279 |
|                                         | Rittergut Wendisch-Cunnersdorf: Herrenhaus (Nr. 39) und drei Wirtschaftsgebäude | Alte Cunnersdorfer Straße 39, 41, 43 (Am Grundwasser 6) (Karte)                 | Um 1850 (Herrenhaus); bezeichnet mit 1842 (Wirtschaftsgebäude) | Das dem Herrenhaus gegenüberliegende Wirtschaftsgebäude mit Durchfahrt sowie Dachreiter mit Uhr und Glocke, baugeschichtlich und ortsgeschichtlich von Bedeutung                            | 08960278 |
| Weitere Bilder                          | Rittergut Wendisch-Cunnersdorf: Herrenhaus (Nr. 39) und drei Wirtschaftsgebäude | Am Grundwasser 6 (Hauptanschrift: Alte Cunnersdorfer Straße 39, 41, 43) (Karte) | Um 1850 (Herrenhaus); bezeichnet mit 1842 (Wirtschaftsgebäude) | Das dem Herrenhaus gegenüberliegende Wirtschaftsgebäude mit Durchfahrt sowie Dachreiter mit Uhr und Glocke, baugeschichtlich und ortsgeschichtlich von Bedeutung                            | 08960278 |

## Tabellenlegende
- Bild: Bild des Kulturdenkmals, ggf. zusätzlich mit einem Link zu weiteren Fotos des Kulturdenkmals im Medienarchiv Wikimedia Commons. Wenn man auf das Kamerasymbol klickt, können Fotos zu Kulturdenkmalen aus dieser Liste hochgeladen werden:
- Bezeichnung: Denkmalgeschützte Objekte und ggf. Bauwerksname des Kulturdenkmals
- Lage: Straßenname und Hausnummer oder Flurstücknummer des Kulturdenkmals. Die Grundsortierung der Liste erfolgt nach dieser Adresse. Der Link (Karte) führt zu verschiedenen Kartendiensten mit der Position des Kulturdenkmals. Fehlt dieser Link, wurden die Koordinaten noch nicht eingetragen. Sind diese bekannt, können sie über ein Tool mit einer Kartenansicht einfach nachgetragen werden. In dieser Kartenansicht sind Kulturdenkmale ohne Koordinaten mit einem roten bzw. orangen Marker dargestellt und können durch Verschieben auf die richtige Position in der Karte mit Koordinaten versehen werden. Kulturdenkmale ohne Bild sind an einem blauen bzw. roten Marker erkennbar.
- Datierung: Baubeginn, Fertigstellung, Datum der Erstnennung oder grobe zeitliche Einordnung entsprechend des Eintrags in der sächsischen Denkmaldatenbank
- Beschreibung: Kurzcharakteristik des Kulturdenkmals entsprechend des Eintrags in der sächsischen Denkmaldatenbank, ggf. ergänzt durch die dort nur selten veröffentlichten Erfassungstexte oder zusätzliche Informationen
- ID: Vom Landesamt für Denkmalpflege Sachsen vergebene, das Kulturdenkmal eindeutig identifizierende Objekt-Nummer. Der Link führt zum PDF-Denkmaldokument des Landesamtes für Denkmalpflege Sachsen. Bei ehemaligen Kulturdenkmalen können die Objektnummern unbekannt sein und deshalb fehlen bzw. die Links von aus der Datenbank entfernten Objektnummern ins Leere führen. Ein ggf. vorhandenes Icon  führt zu den Angaben des Kulturdenkmals bei Wikidata.